# Corus latus
Corus latus là một loài bọ cánh cứng trong họ Cerambycidae.